# 斯普林克里克科勒尼 (蒙大拿州)
斯普林克里克科勒尼（英語：Spring Creek Colony）是位於美國蒙大拿州弗格斯縣的普查規定居民點。

## 人口
根據2020年美國人口普查的數據，斯普林克里克科勒尼的面積為1.80平方千米，皆為陸地。當地共有人口33人，而人口密度為每平方千米18.33人。